# Birgid
Le birgid (aussi connu comme birked, birguid, birkit, birqed, kajjara, murgi) est une langue originaire de Nubie.